# فرهنگ سنگ گوزن

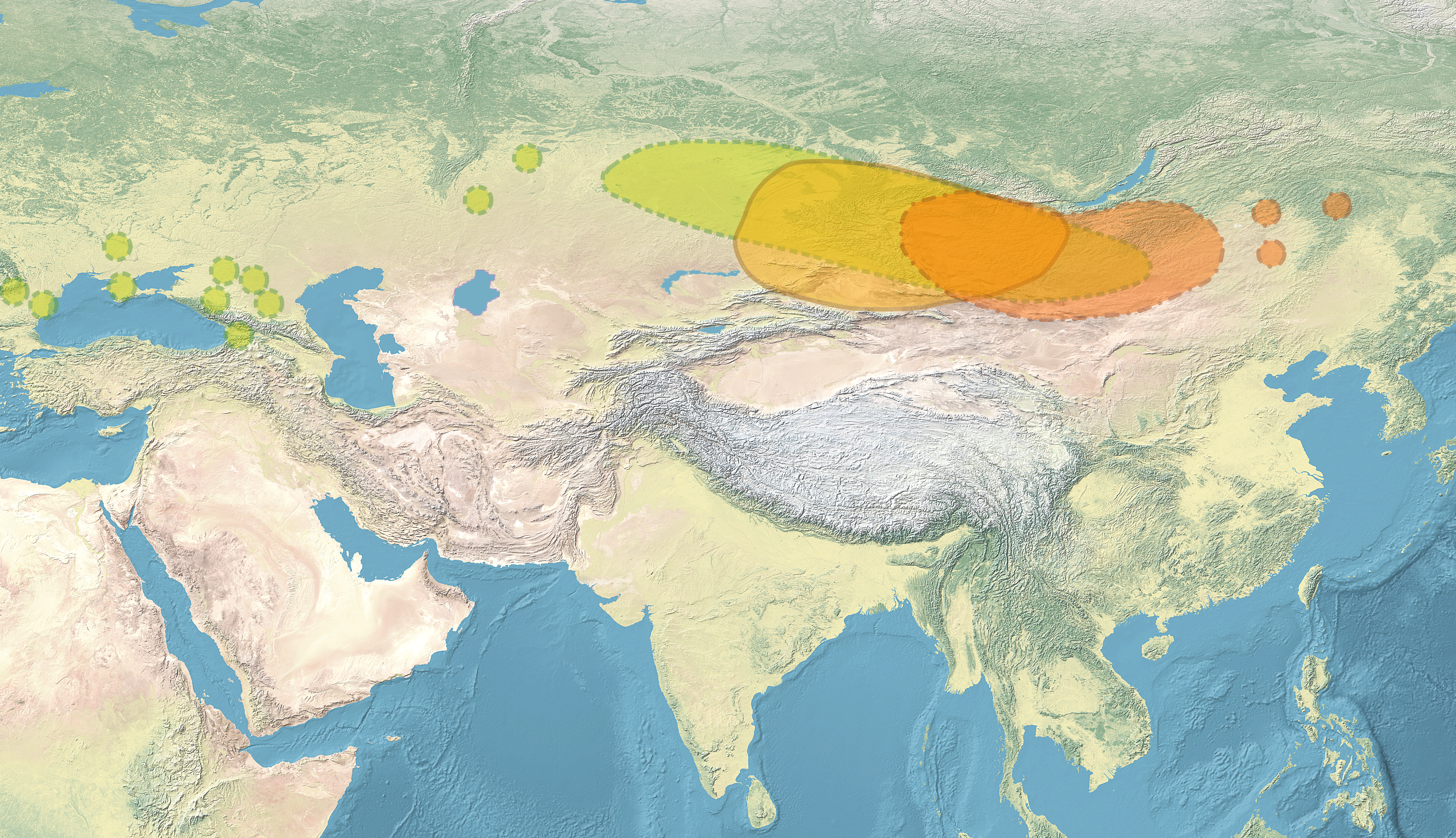
موقعیت کلی سنگ‌های گوزن‌نشان در حدود ۱۰۰۰ سال قبل از میلاد.
- نوع I، : نوع II، : نوع III.

فرهنگِ سنگِ گوزن (مغولی: Буган чулуун хөшөө) نام فرهنگی مرتبط با مجموعه‌ای از خرسنگ‌های باستانی حکاکی‌شده است که عمدتاً در مغولستان و به میزان کمتر در مناطق مجاور آن در سیبری یافت می‌شوند. 
به این فرهنگ، گاه، با اشاره به مقبره‌های خریگسور که در نزدیکی آن واقع شده، «مجموعه سنگ گوزن-خریگسور (DSKC) هم می‌گویند.
نام این فرهنگ از تصاویر حکاکی‌شده گوزن در حال پرواز بر روی آنها گرفته شده است.  از ۱۵۰۰ سنگ گوزن‌نشان کشف شده تاکنون، ۱۳۰۰ عدد در مغولستان قرار دارند. 
فرهنگ سنگ‌های گوزن‌نشان ارتباط نزدیکی با مراحل اولیه فرهنگ مردمان ایرانی‌تبار سکایی (به ویژه فرهنگ‌های ارژن، چاندمن و پازیریک) در منطقه از آلتای تا مغولستان غربی دارند. هنر سنگ گوزن ۳۰۰ تا ۵۰۰ سال از قدیمی‌ترین مکان‌های سکایی مانند ارژن قدیمی‌تر است و به عنوان پیشاسکایی یا احتمالاً سکایی اولیه در نظر گرفته می‌شود.
به نظر می‌رسد فرهنگ سنگ گوزن تحت تأثیر فرهنگ کاراسوک در شمال غربی بوده است، که در آن با ویژگی‌هایی، به ویژه در زمینه فلزکاری سلاح، مشترک است.
"فرهنگ سنگ گوزن" به زندگی و فناوری‌های مردمانی اشاره دارد که در اواخر عصر برنز در مغولستان و مناطق اطراف آن می‌زیستند و سنگ گوزن‌ها را خلق کردند. اطلاعات ما درباره این فرهنگ از طریق یافته‌های باستان‌شناسی، ژنتیک و بررسی نقوش هنری روی سنگ گوزن‌ها به دست آمده است.
سنگ گوزن‌ها بخشی از سنت ساخت تپه‌های تدفین و بناهای یادبود در این منطقه در عصر برنز (۳۰۰۰ تا ۷۰۰ سال پیش از میلاد) هستند. در این دوره، فرهنگ‌های مختلفی در این منطقه ساکن بودند و در ساخت این سازه‌های سنگی سهیم بودند. فرهنگ‌های آفاناسیو، اوکونف، چمورچک، مونخ خیرخان و اولان زوخ از جمله این فرهنگ‌ها بودند. سنگ‌های گوزن‌نشان به عنوان یکی از آخرین نمونه‌های سنگ‌های یادبود این دوره، حدود ۱۴۰۰ تا ۷۰۰ سال پیش از میلاد (اواخر عصر برنز تا اوایل عصر آهن) ساخته شدند، اما پیش از پیدایش فرهنگ گور اسلب وجود داشتند.